# Zigeunerwäldchen
Das Zigeunerwäldchen ist ein Naturschutzgebiet in der niedersächsischen Stadt Springe in der Region Hannover.
Das Gebiet mit der Kennzeichnung NSG HA 115 ist 15 Hektar groß und größtenteils vom Landschaftsschutzgebiet „Hallerniederung“ umgeben. Es steht seit dem 18. Dezember 1986 unter Naturschutz. Zuständige untere Naturschutzbehörde ist die Region Hannover.

## Beschreibung
Das Naturschutzgebiet liegt zwischen den Springer Stadtteilen Stadt Eldagsen und Gestorf am Fuße des Abrahams. Es stellt ein Teilstück der Niederung der Haller, einem Nebenfluss der Leine, unter Schutz, die hier von einem Weidenau- und bruchwald begleitet wird. Der größtenteils naturnahe Waldrest ist heute ungenutzt, jedoch noch durch frühere Nutzung beeinflusst. Weiden und ein hoher Anteil an Baumpilzen prägen den Waldbestand, in dem sich recht viel liegendes und stehendes Totholz befindet. Auf sumpfigen Lichtungen wachsen ausgedehnte Röhrichtbestände und Großseggenrieder.
Im Westen und Süden sind Grünlandbereiche in das Naturschutzgebiet einbezogen. Das Naturschutzgebiet grenzt größtenteils an ackerbaulich genutzte Flächen.
Die Niedersächsische Landgesellschaft erwarb das Naturschutzgebiet Zigeunerwäldchen für einen Flächenpool. Es wurde auf den Verein Biotop-Management-Initiative e. V. übertragen.

## Geschichte

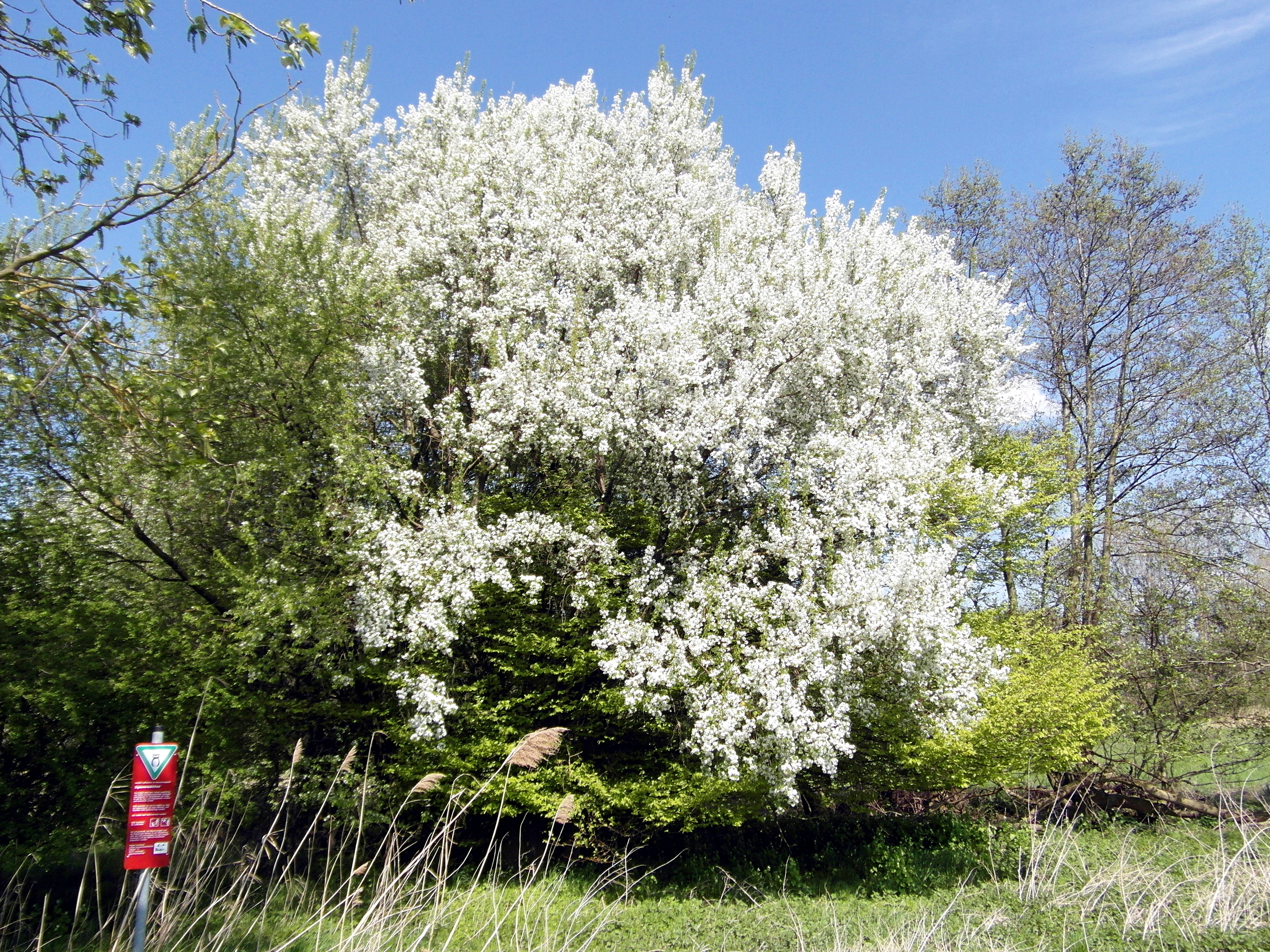
Südwestecke des Naturschutzgebietes „Zigeunerwäldchen“

Das Zigeunerwäldchen befindet sich zwischen dem Lauf der südlichen Neuen Haller und dem Lauf der nördlichen Alten Haller. Zwischen den Flussläufen befand sich ursprünglich eine Wiese, die als Koppel genutzt wurde. Im 19. Jahrhundert befand sich westlich davon auf dem Flurstück „Auf den Bülten“ eine Ziegelei. Sie pachtete 1849 diese Wiese zur Nutzung als Tonstich und als Wiese. Anfang des 20. Jahrhunderts wurde die Ziegelei stillgelegt und abgebrochen; dabei wurde der Bauschutt in der durch den Tonstich entstandenen Tongrube entsorgt. Das durch den Tonstich tiefer gelegene sumpfige Grundstück wurde in ein Gehölz umgewandelt.
In früheren Jahrhunderten wurden die damals als Zigeuner bezeichneten Sinti und Roma nicht in die naheliegende Stadt Eldagsen eingelassen und mussten sich im Flurstück „Auf dem Bruche“ aufhalten, das als Feuchtgebiet an der Haller brach lag und landwirtschaftlich nicht genutzt werden konnte. Das Flurstück wird seit 1984 in Eldagsen und Gestorf als Zigeunerwäldchen bezeichnet.
Die offizielle Schreibweise lautet ebenso Ziegeunerwäldchen, z. B. in der Verordnung zum Naturschutzgebiet, vermutlich infolge einer benachbarten früheren Ziegelei.
Im Zuge der Gebiets- und Verwaltungsreform ging das Zigeunerwäldchen 1974 in der Größe von neun Hektar von der Stadt Eldagsen auf die Stadt Springe über. Da es forstwirtschaftlich nicht gewinnbringend zu nutzen war, veräußerte die Stadt Springe das Zigeunerwäldchen 1983 an den damaligen Bund für Vogelschutz (späterer Name: NABU Springe) für den Betrag von 90.000 DM. Da die Ortsgruppe Springe seinerzeit noch kein eingetragener Verein war, trat der Landesverband des NABU als Käufer auf.
Die Bezirksregierung Hannover wies im Jahre 1986 das Gebiet in einer Größe von 15 Hektar als Naturschutzgebiet aus. Das Areal ging über die Eigentumsflächen des damaligen Deutschen Bundes für Vogelschutz hinaus. Die Flurstücke sind zum Zwecke des Naturschutzes an drei Landwirte verpachtet.

## Stiftung des NABU-Ortsvereins Springe
2012 gründete der Nabu-Ortsverein Springe eine Stiftung, die mit einem Stiftungskapital von 25.000 Euro und 16 Grundstücken ausgestattet wurde. Ziel der Stiftung ist es, den Naturschutz in Springe nachhaltig zu gestalten. Das Herzstück der Projekte ist das 1983 vom Nabu erworbene Zigeunerwäldchen.
Die Stiftung beabsichtigt, die Renaturierung der Haller herbeizuführen, indem der gerade Verlauf in eine Kurve gezwungen wird, so dass sich das Gewässer ein neues Bett sucht. Damit soll die Stromgeschwindigkeit gedrosselt werden, um Lebensraum für weitere Tier- und Pflanzenarten zu schaffen. Auch wollen die Nabu-Mitglieder die an das Zigeunerwäldchen angrenzenden Flächen erwerben, um mit Hecken und Grünzügen Verbindungen zum Hallerburger Holz, dem Jeinser Holz, Stude und Horn an der B 3 zu bilden.